# Salton City
Salton City – jednostka osadnicza w Stanach Zjednoczonych, w stanie Kalifornia, w hrabstwie Imperial, nad jeziorem Salton Sea. Podczas spisu powszechnego w 2010 roku liczba ludności wynosiła 3 763 osoby, w porównaniu z 978 osobami w 2000 roku. Szacowana liczba ludności na rok 2019 wynosiła 6 250.